# Невесињска пушка (битка)
Невесињска пушка је назив за први сукоб између Срба и Турака у Херцеговачком устанку (1875–1878), који се одиграо 9. јула 1875. Завршен је лаком победом устаника. Упркос  малим размерама ове битке , ова устаничка победа била је сигнал за општи устанак у Херцеговини у лето 1875. По овој, првој устаничкој победи, цео устанак у Херцеговини (1875–1878) назива се Невесињска пушка.

## Позадина
Од половине 19. века, стварање независних српских држава - кнежевина Србије и Црне Горе - подстакло је у Босни и Херцеговини под турском влашћу низ народних покрета, буна и устанака, чији су носиоци били српски сељаци-кметови, који су, и поред низа турских реформи, остали потпуно обесправљена раја, изложена самовољи и угњетавању турских феудалаца, који су имали подршку османских власти. Надајући се помоћи из Црне Горе, херцеговачки народни прваци Јован Гутић, Симун Зечевић, Петар Радовић, Илија Стевановић, Тривко Грубачић и Продан Рупар су почетком октобра 1874. ступили у преговоре са кнезом Николом Петровићем, планирајући да подигну народ на устанак у пролеће 1875. Кнез је оклевао, пошто Русија у том тренутку није била спремна за рат. Сазнавши за те преговоре, турске власти покушале су да спрече устанак хапшењем виђенијих Срба, али су се вође устанка склониле у Црну Гору, где су провели зиму 1874/75.
Ти догађаји одјекнули су и ван Херцеговине и изазвали дипломатску интервенцију великих сила код Порте: у мају 1875. Аустроугарска је захтевала од Порте да реформама и амнестијом избеглица умири рају у Херцеговини. Под њеним притиском, Порта је ступила у преговоре с херцеговачким вођама, дала им амнестију и обећала пореске и друге олакшице. Упркос томе, припреме за устанак су настављене: после повратка у Херцеговину, устаничке вође одлучиле су да најпре створе слободну територију у невесињском крају, а затим прошире устанак на друге делове Херцеговине.

## Битка
Тражећи хајдучку чету Пера Тунгуза, која је 5. јула 1875. на Цетњој пољани у планини Бишини напала и опленила турски караван, турске јединице и заптије из Невесиња вршиле су претрес околних шума. 9. јула 1875, турско потерно одељење из Невесиња сукобило се са групом наоружаних кметова (око 80 људи) под вођством Јована Гутића на брду Градац, северно од села Крекова, недалеко од Невесиња. У сукобу је погинуо један турски војник, а један је рањен, док је остатак после кратког отпора узмакао у град.

## Последице
Овај сукоб, назван Невесињска пушка, био је позив на почетак општег устанка у Херцеговини, а лака победа подигла је морал српских устаника. Устаници су се скупљали у чете (50-300 људи) и палили беговске куле и пограничне карауле. Устанак је ускоро, поред невесињског, захватио билећки и столачки крај, а почетком августа 1875. гатачки крај и гранични појас према Црној Гори.